# جاك كلاود
جاك كلاود (بالإنجليزية: Jack Cloud)‏ هو لاعب كرة قدم أمريكية أمريكي، ولد في 1925 في مقاطعة أوكلاهوما في الولايات المتحدة، وتوفي في 19 يونيو 2010.

## وصلات خارجية
- جاك كلاود على موقع مرجع كرة القدم المحترفة.كوم (الإنجليزية)